# Fearless (película de 1993)
Fearless (titulada en español como Sin miedo a la vida) es una película dramática dirigida por Peter Weir y escrita por Rafael Yglesias quien adaptó el guion basándose en su novela homónima. La película en su totalidad fue filmada en California.
Rosie Perez fue nominada al Premio Óscar como mejor actriz de reparto por su interpretación de Carla Rodrigo, pero fue Anna Paquin quien se terminaría llevando el premio de ese año. La interpretación de Jeff Bridges como Max Klein es considerada por muchos como una de las mejores de su carrera.

## Argumento
Max Klein, un reconocido arquitecto, y Jeff, su socio y amigo, viajan en avión con dirección a Houston con la intención de conseguir un lucrativo contrato, pero sus vidas son interrumpidas cuando el avión se estrella, su amigo muere pero él se convierte en un sobreviviente.
El trauma psicológico de la experiencia transforma la personalidad de Max y entra en un estado alterado de conciencia, donde cree que Dios no logra matarlo por más que lo desee. Max desafía a la muerte subiéndose a la cima de un edificio, cruzando una carretera y comiendo alimentos que le dan reacciones alérgicas.
Max visita a su antigua novia, Alison (Debra Monk), a quien no había visto en 20 años. También visita a la esposa de su mejor amigo, quien quedó viuda. Tiempo después, la aerolínea en la que viajó contrata a un psiquiatra para ayudarlo en el trastorno de estrés postraumático. El psiquiatra lo acompaña de regreso a su casa, donde su esposa Laura (Isabella Rossellini) comienza a notar su extraño comportamiento. Con el tiempo, Max se aleja de ella y de su hijo Jonás (Spencer Vrooman), debido a su preocupación por su experiencia cercana a la muerte. Max se hace amigo de Carla Rodrigo (Rosie Perez), otra superviviente del accidente aéreo. El vínculo de Max y Carla se convierte de amistad a una relación personal, ya que Max le ayudó a superar su depresión. Carla había perdido a su pequeño hijo en un accidente automovilístico.
Finalmente, los intentos cada vez más dramáticos de Max a empujar los límites entre la vida y la muerte y triunfar con Carla son sacudidas de su estado incierto. Max se mantiene distante en su relación con su esposa e hijo. Un día Max se come una fresa, pero esta vez experimenta una reacción alérgica y se ahoga. Mientras se asfixia, Max acepta la realidad de su muerte, cuando Laura llega a resucitarlo. Él sobrevive y recupera su conexión emocional con su familia y con el mundo.

## Críticas
La película tuvo críticas positivas. Rotten Tomatoes la evaluó con un 86 % de críticas  buenas.

## Reparto
| Actor               | Personaje         |
| ------------------- | ----------------- |
| Jeff Bridges        | Max Klein         |
| Isabella Rossellini | Laura Klein       |
| Rosie Perez         | Carla Rodrigo     |
| Tom Hulce           | Steven Brillstein |
| John Turturro       | Dr. Bill Perlman  |
| Benicio del Toro    | Manny Rodrigo     |
| Deirdre O'Connell   | Nan Gordon        |
| John de Lancie      | Jeff Gordon       |
| Debra Monk          | Alison            |
| William Newman      | el Anciano        |